# Лора Василева
Лора Атанасова Василева е българска писателка.

## Биография
Родена е на 30 май 1950 г. в София в семейството на писателя Борис Априлов и съпругата му Рашел. Завършва 34. гимназия в София и не продължава образованието си, а започва да пише. Творческият ѝ период е много кратък, пише няколко разказа, приказки, радиопиеси, малки приказки за телевизията.
Дебютира в списание „Пламък“ (кн. 9/1981) с разказите „В името на любовта“ и „Спомен от Париж“ в рубриката „Дебюти“.
Ежеседмичникът „Литературная Россия“ препечатва на руски в рубриката си „Чуждестранни разкази“ в бр. 13 от 26 март 1982 г. разказа „Воспоминание из Парижа“ („Спомен от Париж“), а в брой 1/1983 г. – в списъците с наградите за 1982 г. разказът е обявен за най-добър чуждестранен разказ на годината.
Книгата с приказки от града, в който имената на всички започват с буквата Л – „Златен прах по миглите“ – излиза в издателство „Отечество“ през 1980 г. През 2001 г. издателство „Фют“ я преиздава.
„Балкантон“ издава плоча с нейната приказка „Зеленото крокодилче“.
Множество недописани ръкописи са съхранени от семейството ѝ.
На 36 години се разболява от неизлечимо заболяване и умира на 9 февруари 1991 г. в болницата „Кармел“ в Хайфа, Израел, където е на лечение.